# 心華
心華是日本吉本興業控股子公司Gynoid的歌声合成软件Vocaloid歌声库系列，是第一個中日雙語Vocaloid，由王文儀录制数据，作为封面人物的同名虚构人物是由台湾插畫家Vofan作造型设计，根据人物设置，她是十六歲的女高中生，有著稚嫩的歌声。

## 版本
| 年份                       | 标题                                | 语音库                              | 引擎       | 平台                               | 操作系统      |          |
| 歌声合成                   | 歌声合成                            | 歌声合成                            | 歌声合成   | 歌声合成                           | 歌声合成      | 歌声合成 |
| -------------------------- | ----------------------------------- | ----------------------------------- | ---------- | ---------------------------------- | ------------- | -------- |
| 2015年                     | 《Vocaloid 3 Library：心華》        | - Xin_Hua                           | Vocaloid 3 | Vocaloid 3 Editor （兼容更高版本） | Windows macOS |          |
| 2017年                     | 《Vocaloid 4 Library：心華·中文版》 | - XinhuaV4CHN                       | Vocaloid 4 | Vocaloid 4 Editor （兼容更高版本） | Windows macOS |          |
| 2017年                     | 《Vocaloid 4 Library：心華·日语版》 | - XinhuaJP_Natural - XinhuaJP_Power | Vocaloid 4 | Vocaloid 4 Editor （兼容更高版本） | Windows macOS |          |
| 「——」表示不适用或不确认。 |                                     |                                     |            |                                    |               |          |

- 《Vocaloid 3 Library：心華》是Gynoid开发的Vocaloid歌声库，作为Vocaloid 3 Editor的歌手插件于2015年2月10日由華創文化发行，推荐节奏在每分钟60至200拍之间，推荐音域在G♯2至E4之间。[1]

- 《Vocaloid 4 Library：心華·中文版》是Gynoid开发的Vocaloid歌声库，作为Vocaloid 4 Editor的歌手插件于2017年9月1日由上海望乘发行，推荐节奏在每分钟80至200拍之间，推荐音域在G♯2至E4之间。[2]

- 《Vocaloid 4 Library：心華·日語版》是Gynoid开发Vocaloid日语歌声库组合，作为Vocaloid 4 Editor的歌手插件于2017年9月22日发行，包含兩部不同风格的歌声库，保持官话歌声风格的「Natural」與夯實风格的「Power」，推荐节奏在每分钟80至200拍之间，推荐音域在F♯2至F4之间，支持兩部之间交叉合成。[3]

## 发展
心華的原製作人是5pb.的原史顕，在三年前來台灣統籌即将于2012年10月6日举办的演唱會「初音未來香港＆台灣首次演唱會“Mikupa♪”期间，感受到台灣Vocaloid粉絲們的熱情，便因此有了打造一款屬於台灣的Vocaloid歌声库的想法。2013年8月15日，吉本興業開始募集該公司第一款Vocaloid漢語歌声库之錄音人。2013年9月3日，配音公會公告首輪候補，分別為王文儀、范綉文以及薛晴。2014年8月7日，吉本興業的子公司株式會社Gynoid（株式会社ガイノイド）成立。2014年10月30日，吉本興業的合資公司MCIP控股成立，啟動在台灣推廣日本娛樂文化，Vocaloid項目是環節之一。2015年1月16日，台灣第一款Vocaloid歌声库「心華」消息釋出，錄音人确定為王文儀。2017年5月，上海望乘获得心华在中国大陆、香港、台湾和澳门地区的全版权。

## 市场营销

### 封面人物
心華的封面人物即同名虚构人物是由台湾插畫家Vofan作造型设计，Gynoid提出“十六歲高中女生偶像”的創作概念，Vofan將人物主體設計完成後，還提供四種配色讓Gynoid選擇，最後決定了桃紅配色。心華的年龄16岁，生日2月10日，身高160厘米，星座水瓶座。命名方面，參考了臺灣人文特色：「最美的風景是人心」，以及《詩經》中的詩詞「桃之夭夭，灼灼其華」，以桃樹與桃花代表心華的可愛和十六歲高中女生的青春。

### 演示曲
《Vocaloid 3 Library：心華》
1. 〈詩〉（作曲：Doriko，作詞：茶米，編曲：Linia，Vocal Manipulate：惟、Yomi，公開日期：2015-01-23）[13][14][15]
2. 〈魔法旋律〉（作曲：Cake，作詞：Cake、Gom、Shito，中文作詞：茶米、優名，編曲：HoneyWorks，吉他和貝斯：Oji，混音：Kaoru，Vocal Manipulate：惟、Yomi，插圖：Yamako、Rokoru，PV：ziro，日語字幕：Ho-muran，公開日期：2015-02-06）[16][17][18]
3. 〈御守〉（作曲：Hoskey，作詞：大盛君，日文作詞：優名，編曲：Hoskey，Vocal Manipulate：惟，插圖：SIBYL，PV：玄月，公開日期：2015-05-10）[19][20][21]
4. 讓我為你唱：作曲：Alex，作詞：茶米（dav），編曲：Alex，日文詞：優名，Vocal Manipulate：惟（ゆい）、よみ，Acoustic Guitar：squid wu，Electric Guitar：alexbmusic，Bass：tetsuyanao，插圖：SIBYL，公開日期：2015-12-30。[22][23][24]

《Vocaloid 4 Library：心華·中文版》
1. 〈Puzzle〉（作詞：Kechorman，作曲和编曲：泓，调校：纳兰寻风，混音：irecorder，公開日期：2017-08-20）[25][26]

《Vocaloid 4 Library：心華·日语版》
1. 〈Magic Melody〉（作曲：Cake，作詞：Cake、Gom、Shito，編曲：HoneyWorks，吉他和貝斯：Oji，Vocal Manipulate：Cillia，公開日期：2017-08-21）[27][28]
2. 〈Kokoro Hana〉（ココロハナ）（作詞作曲和編曲：Takamatt，公開日期：2017-08-20）[29][30][31]

## 外部連結
- 官方网站
- 心華的Facebook專頁
- 心華的新浪微博
- 心華的哔哩哔哩个人空间